# Can Candid
Can Candid, eigentlich Heinz Stierstorfer, (* 6. Juni 1938 in München) ist ein deutscher Komponist, der auf Werbe- und Filmmusik spezialisiert ist. Ein weiteres Pseudonym des Künstlers ist George Monie.

## Leben
Der spätere Can Candid studierte bei Heuberger am Konservatorium in München und widmete sich früh eigenen Studien in Harmonielehre. Außerdem gründete er den Cycan Musikverlag, unter welchem die meisten seiner Werke erschienen. Neben seiner Arbeit als Komponist ist Can Candid seit 1980 aktives, ordentliches Gema-Mitglied.
Anfangs wurde er unter anderem bekannt für die Untermalung von erfolgreichen Werbespots wie zum Beispiel Dr. Oetkers „Crème fraîche“ oder Ferrero „Küsschen“. Darüber hinaus hatte er auch Erfolge mit der Musik zu deutschen Fernsehserien wie zum Beispiel Nonstop Nonsens (Dieter Hallervorden). International schmücken seine Titel auch populäre Serien wie Sex and the City und Mad Man. Mit dem Film Beverly Hills Beauties (Martin Landau, Halle Berry) schaffte es seine Musik sogar bis nach Hollywood.

## Untermalung von Filmen und TV-Serien
- 2011: Lunnis Lunnis (RaiTV)
- 2010: Sex and the City
- 2007: Mad Men
- 1997: Beverly Hills Beauties (Martin Landau, Halle Berry)
- 1985: Nonstop Nonsens (mit Dieter Hallervorden)
- 1981: Menschen und Straßen
- 1981: Mädchenträume
- 1978: Planet Erde (Heinz Haber)
- 1978: Indianer-Joe (ZDF)
- Die seltsamen Methoden des Franz Josef Wanninger (Beppo Brem)
- Michael Heltau, Spezial (ZDF)

## Musik zu Werbefilmen
- Ferrero Küsschen
- Crème fraîche (Dr.Oetker)
- Zürich Versicherung
- Hamburg Mannheimer
- Togal
- Paint für Nintendo
- Bult Küchen
- Pronto (Schmidt Spiele)
- Schilthorn Restaurant
- Gourmet Suppen (Knorr)
- Milupa
- Langnese Eiscreme
- Colgate-Palmolive

## Hits
- 1999: Harmony of Love
- 1982: Swinging Candies
- 1979: Australian Night (Norman Candler Orch.)
- 1979: For my secret Love
- 1978: Liebe in Prag
- 1976: Charlies Melon
- 1976: The show man

## Bayrische Kompositionen unter seinem bürgerlichen Namen Heinz Stierstorfer
- Lederhosen Polka (Isartaler Blasmusik 1977)
- Hupf Polka (Hessen Musikanten)
- Geburtstags Walzer (Horst Abel, Git. 1982)
- Dorfmusik (Oberheider Blasmusik)

## Alben
- 1975: Summerland
- 1985: Lovedream Orchestra
- 1987: Slapstick Salat
- 1987: Piano&Strings
- 1980: Kinderland
- 1990: Flair of Music